# Championnat de Suisse féminin de basket-ball 2016-2017
Navigation
Saison 2015-2016 Saison 2017-2018
La saison 2016-2017 de LNA féminin est la 77e édition du championnat de Suisse féminin de basket-ball. Elle est organisée par SwissBasketball.
Les équipes participantes sont :
| BC Alte Kanti Aarau | Espérance sportive Pully                     | Hélios VS Basket                   |
| BC Winterthur       | Fizzy Riva Muraltese                         | Pallacanestro Bellinzona           |
| BCF Elfic Fribourg  | Genève Basket Elite (anciennement Lancy PLO) | Portes du Soleil BBC Troistorrents |

## Formule de la compétition

### Phase préliminaire
Il y a 9 équipes lors de la saison 2016-2017. Chaque équipe joue en match aller-retour. Les équipes classées du 1er au 5e rang disputent la phase finale pour le titre. Les équipes classées du 6e au 9e rang disputent la phase contre la relégation.

### phase finale pour le titre
Il y a 5 équipes lors de la phase finale pour le titre. Les équipes se rencontrent en matches aller simple selon le classement au terme de la phase préliminaire et débutent cette phase de la compétition avec les points acquis lors de la phase préliminaire. Les équipes classées du 1er au 4e rang sont qualifiées pour les play-offs pour le titre.

### Phase de classement
Il y a 4 équipes lors de la Phase de classement. Les équipes se rencontrent en match aller-retour et débutent cette phase de la compétition avec les points acquis lors de la phase préliminaire. Aucune équipe reléguée

### Play off pour le titre
1/2 finales
A: 1e contre 4e
B: 2e contre 3e
Les première, deuxième rencontres et l'éventuelle cinquième rencontre se déroulent chez l'équipe la mieux classée.
La troisième et l'éventuelle quatrième rencontre se déroulent chez l'équipe la moins bien classée.
Finale
Vainqueur A - Vainqueur B
Les première, deuxième rencontres et l'éventuelle cinquième rencontre se déroulent chez l'équipe la mieux classée
La troisième et l'éventuelle quatrième rencontre se déroulent chez l'équipe la moins bien classée

## Calendriers
Calendrier saison régulière

## Classements
Classement saison régulière

## Playoffs

### Tableau
|  | Demi-finales | Demi-finales | Demi-finales | Demi-finales | Demi-finales |  |  | Finale | Finale | Finale | Finale | Finale | Finale | Finale |  |  |  |  |  |  |  |
|  |              |              |              |              |              |  |  |        |        |        |        |        |        |        |  |  |  |  |  |  |  |
|  |              |              |              |              |              |  |  |        |        |        |        |        |        |        |  |  |  |  |  |  |  |
|  |              |              |              |              |              |  |  |        |        |        |        |        |        |        |  |  |  |  |  |  |  |
|  |              |              |              |              |              |  |  |        |        |        |        |        |        |        |  |  |  |  |  |  |  |
|  |              |              |              |              |              |  |  |        |        |        |        |        |        |        |  |  |  |  |  |  |  |
|  |              |              |              |              |              |  |  |        |        |        |        |        |        |        |  |  |  |  |  |  |  |
|  |              |              |              |              |              |  |  |        |        |        |        |        |        |        |  |  |  |  |  |  |  |
|  |              |              |              |              |              |  |  |        |        |        |        |        |        |        |  |  |  |  |  |  |  |
|  |              |              |              |              |              |  |  |        |        |        |        |        |        |        |  |  |  |  |  |  |  |